# Andrew Elvis Miller
Andrew Elvis Miller ist ein US-amerikanischer Theater- und Filmschauspieler.

## Leben
Miller absolvierte seine Ausbildung zum Schauspieler in London. Er schloss sich später der Blue Man Group an und gehörte zu einem aufstrebenden Teil der Broadway-Theaterszene. Er ist Gründer des Currican Theatres. Seine erste Rolle hatte er 1989 in einer Episode der Mini-Serie Blaues Blut. Ab Ende der 1990er Jahre konnte er sich als Filmschauspieler, zumeist als Nebendarsteller, etablieren. Er übernahm Seriencharaktere in Fernsehserien wie Up Up Down Down: The Series, Monk, Die Zauberer vom Waverly Place, One Tree Hill, Pretty Little Liars oder Mozart in the Jungle. 2015 stellte er im Katastrophenfilm Die Jupiter Apokalypse – Flucht in die Zukunft eine der Hauptrollen dar.

## Filmografie
- 1989: Blaues Blut (Blue Blood) (Mini-Serie, Episode 1x02)
- 1998: American Experience (Dokumentation-Serie, Episode 10x08)
- 1998: Crazy Glue (Kurzfilm)
- 1998: Late Night with Conan O’Brien (Fernsehsendung, Episode 6x02)
- 1998: Bury the Evidence
- 2000: The Beat (Fernsehserie, Episode 1x09)
- 2000: Die Sopranos (The Sopranos) (Fernsehserie, Episode 2x13)
- 2000: You Are Here*
- 2001: Law & Order: Special Victims Unit (Fernsehserie, Episode 2x18)
- 2002: Fixing Frank
- 2003: Miracles (Fernsehserie, Episode 1x13)
- 2006: Broken Hearts Club
- 2006–2007: Criminal Minds (Fernsehserie, 2 Episoden, verschiedene Rollen)
- 2007: Monk (Fernsehserie, Episode 5x15)
- 2007: Alles Betty! (Ugly Betty) (Fernsehserie, Episode 1x17)
- 2007: The Strand
- 2007: Believers
- 2008: Die Zauberer vom Waverly Place (Wizards of Waverly Place) (Fernsehserie, Episode 1x19)
- 2008–2009: True Jackson (True Jackson, VP) (Fernsehserie, 2 Episoden)
- 2009: Red Sands
- 2009: The Broken Hearts Club
- 2009: Falling Up – Liebe öffnet Türen (Falling Up)
- 2009: Beutegier (Offspring)
- 2009: Ruthless in Love (Kurzfilm)
- 2009: The Job
- 2010: Miami Medical (Fernsehserie, Episode 1x01)
- 2010: The Gates (Fernsehserie, Episode 1x12)
- 2010: Up Up Down Down: The Series (Fernsehserie, 7 Episoden)
- 2010: Women (Kurzfilm)
- 2011: When Harry Met Sally 2 with Billy Crystal and Helen Mirren (Kurzfilm)
- 2011: Weeds – Kleine Deals unter Nachbarn (Weeds) (Fernsehserie, Episode 7x09)
- 2011: Navy CIS: L.A. (NCIS: Los Angeles) (Fernsehserie, Episode 3x03)
- 2012: Southland (Fernsehserie, Episode 4x09)
- 2012: One Tree Hill (Fernsehserie, 3 Episoden)
- 2012: CSI: Vegas (CSI: Crime Scene Investigation) (Fernsehserie, Episode 13x09)
- 2012: Hawaii Five-0 (Fernsehserie, Episode 3x11)
- 2012: The Selection (Fernsehfilm)
- 2013: Pretty Little Liars (Fernsehserie, 2 Episoden)
- 2013: Dexter (Fernsehserie, Episode 8x03)
- 2014: Mike & Molly (Fernsehserie, Episode 4x09)
- 2014: Cake
- 2015: Tracers
- 2015: Die Jupiter Apokalypse – Flucht in die Zukunft (Earthfall) (Fernsehfilm)
- 2015: The Virus (Kurzfilm)
- 2015: Between the Lines (Kurzfilm)
- 2015: Survivor’s Remorse (Fernsehserie, Episode 2x07)
- 2016: Foreign Land
- 2016: Castle (Fernsehserie, Episode 8x20)
- 2016: Possessed Baby Detective (Kurzfilm)
- 2016: Mozart in the Jungle (Fernsehserie, 3 Episoden)
- 2017: ctrl alt delete (Fernsehserie, Episode 1x07)
- 2018: Total Eclipse (Fernsehserie, Episode 1x01)
- 2018: Lonely à la Mode (Kurzfilm)
- 2019: Limbo
- 2019: You Can Kiss Me (Kurzfilm)
- 2020: FBI: Most Wanted (Fernsehserie, Episode 1x06)
- 2020: Big Exit
- 2020: 1 Night in San Diego
- 2021: Halston (Mini-Serie, Episode 1x01)
- 2023: Navy CIS (Fernsehserie, Episode 20×13)